# Isaiah Livers
Isaiah Maurice Livers (Kalamazoo, 28 luglio 1998) è un cestista statunitense, professionista nella NBA con i Phoenix Suns.

## Carriera
È stato selezionato dai Detroit Pistons al secondo giro del Draft NBA 2021 (42ª scelta assoluta).

## Statistiche

### NCAA
| Anno      | Squadra             | PG  | PT | MP   | TC%  | 3P%  | TL%  | RP  | AP  | PRP | SP  | PP   |
| --------- | ------------------- | --- | -- | ---- | ---- | ---- | ---- | --- | --- | --- | --- | ---- |
| 2017-2018 | Michigan Wolverines | 40  | 22 | 15,1 | 47,4 | 36,2 | 66,7 | 2,3 | 0,4 | 0,3 | 0,3 | 3,4  |
| 2018-2019 | Michigan Wolverines | 35  | 3  | 22,6 | 48,7 | 42,6 | 78,0 | 3,9 | 0,7 | 0,7 | 0,5 | 7,9  |
| 2019-2020 | Michigan Wolverines | 21  | 21 | 31,5 | 44,7 | 40,2 | 95,7 | 4,0 | 1,1 | 0,4 | 0,7 | 12,9 |
| 2020-2021 | Michigan Wolverines | 23  | 23 | 31,6 | 45,7 | 43,1 | 87,0 | 6,0 | 2,0 | 0,6 | 0,7 | 13,1 |
| Carriera  | Carriera            | 119 | 69 | 23,4 | 46,5 | 41,2 | 85,6 | 3,8 | 0,9 | 0,5 | 0,5 | 8,3  |

#### Massimi in carriera
- Massimo di punti: 24 vs Houston Christian (22 novembre 2019)[1]
- Massimo di rimbalzi: 10 (5 volte)
- Massimo di assist: 4 (2 volte)
- Massimo di palle rubate: 3 vs Ohio State (29 gennaio 2019)
- Massimo di stoppate: 4 vs Oakland (29 novembre 2020)
- Massimo di minuti giocati: 41 vs Oregon (14 dicembre 2019)

### NBA

#### Regular Season
| Anno      | Squadra         | PG | PT | MP   | TC%  | 3P%  | TL%  | RP  | AP  | PRP | SP  | PP  |
| --------- | --------------- | -- | -- | ---- | ---- | ---- | ---- | --- | --- | --- | --- | --- |
| 2021-2022 | Detroit Pistons | 19 | 5  | 20,2 | 45,6 | 42,2 | 85,7 | 3,0 | 1,1 | 0,7 | 0,4 | 6,4 |
| 2022-2023 | Detroit Pistons | 52 | 22 | 23,1 | 41,7 | 36,5 | 82,1 | 2,8 | 0,8 | 0,5 | 0,5 | 6,7 |
| 2023-2024 | Detroit Pistons | 23 | 6  | 20,4 | 34,5 | 28,6 | 66,7 | 2,1 | 1,1 | 0,6 | 0,2 | 5,0 |
| Carriera  | Carriera        | 94 | 33 | 21,8 | 40,7 | 35,8 | 78,9 | 2,6 | 0,9 | 0,6 | 0,4 | 6,2 |

#### Massimi in carriera
- Massimo di punti: 18 vs Indiana Pacers (11 marzo 2023)[2]
- Massimo di rimbalzi: 11 vs Oklahoma City Thunder (1º aprile 2022)
- Massimo di assist: 3 (6 volte)
- Massimo di palle rubate: 4 vs Indiana Pacers (11 marzo 2023)
- Massimo di stoppate: 3 (2 volte)
- Massimo di minuti giocati: 43 vs Oklahoma City Thunder (1º aprile 2022)